# Ахмедова Юлія Октаївна
Юлія Октаївна Ахмедова (нар. 28 листопада 1982, Кант, Киргизька РСР, СРСР) — російська актриса сатиричного жанру, продюсер, колишня учасниця команд КВК «25-а», учасниця і креативний продюсер телешоу Stand Up.

## Біографія
Народилася 28 листопада 1982 року в місті Кант Киргизької РСР. Батько Юлії, Октай Ахмедов — азербайджанець, уродженець міста Баку, військовий льотчик; мати — українка. У Юлії є молодша сестра Олександра.
У 1999 Юлія приїхала у Воронеж поступати в університет. Закінчила Воронезький державний архітектурно-будівельний університет (будівельно-технологічний факультет).
У 2005 році переїхала в Москву. З 2003 по 2012 рік була капітаном команди — фіналіста Прем'єр-ліги КВК «25-а». Багаторазова володарка звання Квнщиця року.
У 2008 році стала сценаристом серіалу «Універ». З 2012 року є креативним продюсером шоу «Comedy Woman» на телеканалі ТНТ. Також з'явилася в 78-му і 81-му випусках в ролі гостя шоу. З самого заснування шоу «Stand Up» є дівчиною-учасницею та продюсером цього проекту на телеканалі ТНТ

## Телепроєкти
| Роки      | Телепроєкт                    | Статус                                     |
| --------- | ----------------------------- | ------------------------------------------ |
| 1997      | Зоряний час                   | Переможець гри                             |
| 2003-2012 | КВК                           | Капітан команди «25-а»                     |
| 2008-2011 | Універ                        | Сценарист                                  |
| 2012 —    | Comedy Woman                  | Креативний продюсер Гість 78 і 81 випусків |
| 2013 —    | StandUp                       | Учасник Креативний продюсер                |
| 2015-2018 | Не спати                      | Суддя                                      |
| 2017 —    | Відкритий мікрофон            | Член журі                                  |
| 2017-2019 | Студія СОЮЗ                   | Учасник 9, 22, 47, 83 випусків             |
| 2020 —    | Нам треба серйозно поговорити | Автор, Продюсер, Ведуча                    |